# Castoraeschna coronata
Castoraeschna coronata – gatunek ważki z rodziny żagnicowatych (Aeshnidae). Występuje na terenie Ameryki Południowej.